# Summertime (Kontra-K-Lied)
Summertime (englisch für „Sommerzeit“) ist ein Lied des deutschen Rappers Kontra K, in Zusammenarbeit mit der US-amerikanischen Popsängerin Lana Del Rey. Das Stück basiert auf einem Sample von Del Reys Summertime Sadness und erschien als dritte Singleauskopplung aus Kontra Ks zwölftem Studioalbum Die Hoffnung klaut mir niemand.

## Entstehung und Artwork
Das Lied wurde von den beiden Interpreten Kontra K (Maximilian Diehn) und Lana Del Rey (Elizabeth Grant), zusammen mit Thilo Brandt, Emile Haynie, Rick Nowels, Konstantin Scherer (Djorkaeff) und Vincent Stein (Beatzarre), geschrieben. Die Autoren Beatzarre, Brandt, Djorkaeff und Haynie zeichneten darüber hinaus auch für die Produktion verantwortlich, als Koproduzent stand ihnen Nowels zur Seite. Das Mastering erfolgte durch Metropolis Mastering in London, unter der Leitung von John Davis. Für die Tontechnik zeichnete Yunus Cimen (Kingsize) verantwortlich. Die Abmischung tätigte der britische Toningenieur Dan Grech Marguerat von 365 Artists, zusammen mit seinem Assistenten Duncan Fuller. Zudem betätigte sich Nowels auch an der Instrumentation und ist neben Steve Tirpak an den Streichinstrumenten zu hören. Selbiges gilt für Haynie, der am Keyboard und Schlagzeug zu hören ist. Darüber sind Dan Heath (Flöte), Devrim Karaoğlu (Pads) und Patrick Warren (Gitarre und Keyboard) als Studiomusiker tätig gewesen. Für das Arrangement und Dirigieren war Larry Gold zuständig.
Auf dem Frontcover der Single ist – neben Künstlernamen und Liedtitel – Kontra K mit zwei Frauen zu sehen. Es zeigt die beiden Frauen Getriin Kivi und Suraya Rose Santos, die Kontra K auch im dazugehörigen Musikvideo unterstützten, während sie auf einer Bank Platz nehmen, wobei Santos sitzt und Kivi mit dem Kopf auf dem Schoß von Santos liegt. Kontra K lehnt neben der Bank an einer Wand und blickt in die Ferne. Die Fotografie stammt von Niculai Constantinescu. Bei der Interpretenangabe wird lediglich Kontra K ohne Del Rey aufgeführt.

## Veröffentlichung und Promotion
Die Erstveröffentlichung von Summertime erfolgte als Single am 10. August 2023. Diese erschien als digitaler Einzeltrack zum Download und Streaming durch das Musiklabel Letzte Wölfe. Für den Vertrieb war die Universal Music Group zuständig. Eine Woche später erschien eine 7″-Single mit grünem Layout, wiederum eine Woche später erschien diese mit violettem Layout. Beide Vinylplatten beinhalten mit Monster die gleiche B-Seite. Am 9. November 2023 erschien das Lied als Teil von Kontra Ks zwölftem Studioalbum Die Hoffnung klaut mir niemand, dessen dritte Singleauskopplung es ist.

## Hintergrund
Kontra K war hiermit der einzige Künstler weltweit, der die Rechte für das Sample von Summertime Sadness erhalten hat. Im Abspann zum dazugehörigen Musikvideo bedankt er sich mit den Worten: „Ich möchte mich bei Lana Del Rey dafür bedanken, dass ich als erster Musiker der Welt die Rechte und ihren Segen erhalten habe, ihren Song zu verwenden“.

## Inhalt
Der Liedtext zu Summertime ist bilingual in deutscher- und englischer Sprache verfasst. Der Text wurde von Lana Del Rey, Kontra K und Rick Nowels geschrieben; die Musik von Beatzarre, Thilo Brandt, Djorkaeff und Emile Haynie komponiert. Musikalisch handelt es sich hierbei um einen Titel aus dem Bereich des Deutschen Hip-Hops mit Pop-Einflüssen.
Inhaltlich handelt es sich bei Summertime um ein Liebeslied („Wenn du gehst, bin ich nicht komplett, wie die Jackson Five ohne Michael“), in dem Kontra K unter anderem den Vergleich mit der Verbindung zwischen Michael Jackson und den Jackson Fivе zieht.
Aufgebaut ist das Lied auf einem Intro, zwei Strophen und einem Refrain. Es beginnt mit dem Intro, das sich lediglich aus den beiden Refrain-Zeilen „Kiss me hard before you go“ und „Summertime sadness“ zusammensetzt. Daran schließt sich zunächst der Refrain an, der allerdings in einer gekürzten Fassung dargeboten wird. Nachdem bis dahin nur Del Rey zu hören ist, setzt nach dem ersten Refrain die erste Strophe ein, die von Kontra K gerappt wird. Auf die erste Strophe folgt der von Kontra K gerappte Prechorus, ehe der eigentliche Refrain folgt, der von Del Rey gesungen wird. Der gleiche Aufbau wiederholt sich mit der zweiten Strophe, wobei das Stück nach dem dritten Refrain endet, der um den Begleitgesang Kontra Ks erweitert wurde. Der Gesang Del Reys basiert nur auf Samples ihres Titels Summertime Sadness.
| „Kiss me hard before you go. Summertime sadness. I just wanted you to know. That, baby, you the best. I got that summertime, summertime sadness. Su-su-summertime, summertime sadness. Got that summertime, summertime sadness. Oh, oh-oh-oh-oh.“ – Refrain, Originalauszug | „Küsse mich fest bevor du gehst, Sommertraurigkeit. Ich möchte nur, dass du weißt, Baby, dass du der Beste bist. Ich fühle diese Sommer-, Sommertraurigkeit. Fühle diese Sommer-, Sommertraurigkeit. Oh, oh-oh-oh-oh.“ – Refrain, Übersetzung |

## Musikvideo
Das Musikvideo zu Summertime feierte seine Premiere auf der Videoplattform YouTube am 11. August 2023. Dieses zeigt Kontra K, der eine Dreiecksbeziehung mit zwei Frauen (gespielt von Getriin Kivi und Suraya Rose Santos) führt und zusammen mit ihnen Raubzüge begeht. Bei einem dieser gehen sie allerdings zu weit, werden gestellt und am Ende des Videos erschossen. Die Gesamtlänge des regulären Videos beträgt ohne Abspann 4:37 Minuten. Regie führte Specter Berlin, der auch das Drehbuch schrieb. Bis Dezember 2024 zählte das Musikvideo über 4,1 Millionen Aufrufe bei YouTube.

## Mitwirkende
Liedproduktion
- Thilo Brandt: Komposition, Musikproduktion
- Yunus Cimen (Kingsize): Tontechnik
- John Davis: Mastering
- Maximilian Diehn (Kontra K): Begleitgesang, Liedtext, Rap
- Duncan Fuller: Abmischung-Assistenz
- Larry Gold: Arrangement, Dirigieren
- Elizabeth Grant (Lana Del Rey): Gesang, Liedtext
- Emile Haynie: Keyboard, Komposition, Musikproduktion, Schlagzeug
- Dan Heath: Flöte
- Devrim Karaoğlu: Pads
- Dan Grech Marguerat: Abmischung
- Rick Nowels: Koproduktion, Liedtext, Streichinstrumente
- Konstantin Scherer (Djorkaeff): Komposition, Musikproduktion
- Steve Tirpak: Streichinstrumente
- Vincent Stein (Beatzarre): Komposition, Musikproduktion
- Patrick Warren: Gitarre, Keyboard

Artwork (Cover)
- Niculai Constantinescu: Fotografie

Musikvideo
- Ganizani Antoni: Spezialeffekt
- Fred Banda: Spezialeffekt
- Till Beckert: Kamera
- Julian Berg: Soundeffekt
- Niculai Constantinescu: Schauspielende Person, Standfotografie
- Marco Dahl: Soundeffekt
- Julia DRKNSD: Filmproduktion, Postproduktion
- Gideon Drotschie: Spezialeffekt
- Lize Engelbrecht: Digitale Bildgebung
- Timothee Ferreira: Drohne
- Andre Fourie: Requisite
- Mark Hermans: Waffenkoordination
- Andy Hoffmann: Schauspielende Person
- Edrich Hollis: 2. Kameraassistenz
- Adrian Huber: 1. Kameraassistenz
- Florid Imeraj: Visueller Effekt
- Alicia Jordaan-Korupp: Regieassistenz
- Ilze Kitshoff: Standfotografie
- Getriin Kivi: Schauspielende Person
- Leander Lacey: Stunts
- Leon der Profi: B-Kamera
- Billy Malatji: Schauspielende Person
- Vusi Mkhonza: Schauspielende Person
- Michael Mostert: Spezialeffekt
- Rob Myers: Schnitt
- Wilson Ningpuanyeh: Beleuchtung
- Brian Oliver: Beleuchtung
- Darryn Rix: Spezialeffekt
- Suraya Rose Santos: Schauspielende Person
- Specter Berlin: Ausführende Produktion, Drehbuch, Regie, Visueller Effekt
- Neil Swanepoel: Künstlerische Leitung
- Firat Tekin: Schauspielende Person
- Cindy Viljoen: Filmproduktion
- Stefan Walther: Schauspielende Person, Stunts
- Stefano Zordan: Farbkorrektur

Unternehmen
- Letzte Wölfe: Musiklabel
- Six Foot Films: Filmproduktion (Musikvideo)
- Universal Music Group: Vertrieb

## Rezensionen
Christin Rodrigues vom Musikexpress beschrieb Summertime als eine „Liebeserklärung an einen Partner im Crime“. Das Musikvideo verglich er als eine Art kurzen Kinofilm.
Natalie Driever von 1 Live ist der Meinung, das Kontra K der Original-Hookline einen eingängigen Drill-Sound verpasst habe. Del Reys Gesang verleihe dem Titel einen nostalgischen Zusatz, während Kontra K in den Strophen rappe. Nostalgisch wirke auch das dazugehörige Musikvideo, dessen Geschichte Driever mit Bonnie und Clyde verglich.
Für Gunther Reinhardt von der Stuttgarter Zeitung bleibe der Titel trotz Kontra Ks originellen Rap und martialischem Auftreten arg gefällig, das Original aus dem Jahr 2012 habe eine viel größere Dramatik. Das Stück habe aber auch elf Jahre später nichts an seiner wehmütigen Grandezza eingebüßt.
Das Presseportal Magdeburg ist der Meinung, dass Kontra K hiermit seine Vielseitigkeit im Rap beweise, während er die Dualität der Liebe widerspiegele. Das subtile Intro fänge dabei die düstere Atmosphäre des Originals ein und begleite den Refrain in unterschiedlichen Tempi. Die Verschmelzung Kontra Ks markanten Stils mit Summertime Sadness gelinge dank der Produzenten perfekt. Dieser einzigartige Titel beweise Kontra Ks Facettenreichtum und verspreche einen Hit für Fans von Kontra K, Lana Del Rey und Musikliebhabern.

## Kommerzieller Erfolg

### Chartplatzierungen
Summertime stieg am 18. August 2023 an der Chartspitze der deutschen Singlecharts ein, wo es sich eine Woche platzierte. Die Single konnte sich 42 Wochen mit Unterbrechungen in den Top 100 platzieren, vier Wochen davon in den Top 10. Zum bislang letzten Mal platzierte sich das Lied in der Chartwoche vom 31. Mai 2024. Darüber hinaus erreichte das Lied ebenfalls die Chartspitze der deutschsprachigen Singlecharts (18. August 2023), Rang drei der Downloadcharts (18. August 2023), wo es sich lediglich Cynical (Safri Duo, Chris de Sarandy & Twocolors) und dem Spitzenreiter Komet (Udo Lindenberg & Apache 207) geschlagen geben musste, Rang 42 der New-Entry-Airplaycharts (6. Oktober 2023) sowie Rang 64 der Airplaycharts (13. Oktober 2023). In Österreich stieg das Lied am 22. August 2023 auf Rang acht ein und erreichte in der Folgewoche mit Rang sechs seine beste Platzierung. Die Single platzierte sich inklusive der Chartwoche vom 21. November 2023 14 Wochen in den Charts, drei Wochen davon in den Top 10. In der Schweiz stieg Summertime am 20. August 2023 auf Rang 24 ein, was zugleich die beste Platzierung darstellte. Die Single platzierte sich acht Wochen in den Charts, letztmals am 8. Oktober 2023. 2023 belegte das Lied Rang 54 der deutschen Single-Jahrescharts. Im Folgejahr belegte es nochmals Rang 83.
Für Kontra K, der an allen seinen Titeln selbst mitschreibt, avancierte das Lied zum 68. Charthit in Deutschland sowie zum 38. in Österreich und 28. in der Schweiz. In Deutschland wurde es sein erster Nummer-eins-Hit und zugleich 15. Top-10-Hit. In Österreich erreichte er zum achten Mal die Top 10.
Für Del Rey als Interpretin avancierte Summertime zum 24. Charthit in der Schweiz, 18. in Österreich sowie zum 17. in Deutschland. In ihrer Autorenfunktion ist es der 23. Charterfolg in der Schweiz, der 17. in Österreich und der 16. in Deutschland. In beiden Funktionen ist es nach Video Games (2011), Born to Die (2012) und Summertime Sadness (2012) ihr vierter Top-10-Hit in Österreich sowie nach Video Games und Summertime Sadness ihr dritter in Deutschland. Damit erreichte sie erstmals nach elf Jahren wieder die Top 10 in beiden Ländern. In Deutschland avancierte Summertime zudem zum zweiten Nummer-eins-Hit nach Video Games, ihr erster Nummer-eins-Hit nach fast zwölf Jahren.
| ChartsChartplatzierungen | Höchstplatzierung | Wochen |
| ------------------------ | ----------------- | ------ |
| Deutschland (GfK)        | 1 (42 Wo.)        | 42     |
| Österreich (Ö3)          | 6 (14 Wo.)        | 14     |
| Schweiz (IFPI)           | 24 (8 Wo.)        | 8      |

| ChartsJahrescharts (2023) | Platzierung |
| ------------------------- | ----------- |
| Deutschland (GfK)         | 54          |

| ChartsJahrescharts (2024) | Platzierung |
| ------------------------- | ----------- |
| Deutschland (GfK)         | 83          |

### Auszeichnungen für Musikverkäufe
Summertime wurde im Juli 2024 mit einer Goldenen Schallplatte für über 300.000 verkaufte Einheiten in Deutschland ausgezeichnet.
| Land/Region        | Auszeichnungen für Musikverkäufe (Land/Region, Auszeichnung, Verkäufe) | Verkäufe |
| ------------------ | ---------------------------------------------------------------------- | -------- |
| Deutschland (BVMI) | Gold                                                                   | 300.000  |
| Insgesamt          | 1× Gold ·                                                              | 300.000  |

Hauptartikel: Lana Del Rey/Auszeichnungen für Musikverkäufe